# Curia Cornelia
La Curia Cornelia fue un lugar en el que se reunía el Senado romano a los comienzos del año 52 a. C. Fue la más grande de todas las Curiae (Sedes del Senado) construidas en Roma. Su construcción ocupó la mayor parte del espacio del comitium tradicional y llevó el edificio del senado a una ubicación dominante dentro del Foro Romano en su conjunto. Fue sede del Senado en la época de Julio César y es significativa porque su ubicación fue trasladada por él para disminuir el dominio del Senado dentro de la Ciudad y la República.

## Historia
En el año 80 a. C., Lucio Cornelio Sila decidió ampliar la Curia existente para acomodar el doble de senadores en la República. Tuvo que demoler la antigua Curia Hostilia y el Comitium, pero mantuvo el nombre de Hostilia.
La Curia Hostilia fue de nuevo destruida durante los alborotos en el funeral de Publio Clodio Pulcro, en el año 52 a. C. Fue reconstruida de nuevo por Fausto Cornelio Sila, hijo del dictador Sila, y entonces sí que tomó el nombre de Curia Cornelia.
En año 44 a. C., la Curia fue convertida en un templo por César durante su rediseño del Foro Romano. No se sabe cuándo fue derruido el edificio finalmente, pero su ubicación en relación con el Foro de César hace que lo más probable es que ocurriera durante o después de la construcción del primer foro imperial.
Finalmente, César reemplazó la Curia Cornelia con la Curia Julia, que aún se alza, en el año 44 a. C.